# Куп Мађарске у фудбалу 1992/93.
Куп Мађарске у фудбалу 1992/93. (мађ. 1992–1993-as magyar labdarúgókupa) је било 53. издање серије, на којој је екипа ФК Ференцвароша тријумфовала по 16. пут.

## Четвртфинале[3]
Четвртфиналне утакмице су игране по систему једна утакмица код куће а друга у гостима. 
| Тим #1             | Резултат             | Тим #2            |
| ------------------ | -------------------- | ----------------- |
| 1993.              |                      |                   |
| ФК Шаранд шпедитер | 1 : 5 (1 : 2, 0 : 3) | МТК               |
| 1993.              |                      |                   |
| БВШК Дрехер        | 0 : 2 (0 : 2, 0 : 0) | Бекешчаба ЕФК     |
| 1993.              |                      |                   |
| Хонвед Кишпешт     | 3 : 5 (2 : 1, 1 : 4) | Сомбатхељ халадаш |
| 1993.              |                      |                   |
| ПМШК Фордан        | 3 : 3 (0 : 2, 3 : 1) | ФК Ференцварош    |

## Полуфинале
Полуфиналне утакмице су игране по систему једна утакмица код куће а друга у гостима.
| Тим #1            | Резултат              | Тим #2         |
| ----------------- | --------------------- | -------------- |
| 1993.             |                       |                |
| МТК               | 1 : 2 (1 : 1, 0 : 1 ) | ФК Ференцварош |
| 1993.             |                       |                |
| Сомбатхељ халадаш | 4 : 3 (3 : 0, 1 : 3)  | Бекешчаба ЕФК  |

## Финале
Финалне утакмице су игране по систему једна утакмица код куће а друга у гостима.
| Сомбатхељ халадаш  | 1 : 1    | ФК Ференцварош  |
| ------------------ | -------- | --------------- |
| Золтан Јагодич 31’ | Извештај | Јожеф Лекер 40’ |

| ФК Ференцварош                                                         | 1 : 1    | Сомбатхељ халадаш                                          |
| ---------------------------------------------------------------------- | -------- | ---------------------------------------------------------- |
| Имре Фодор 23’                                                         | Извештај | Шандор Ковач 89’                                           |
| Пенали                                                                 |          |                                                            |
| Петер Липчеји · Јожеф Грегор · Андраш Телек · Јожеф келер · Имре Фодор | 5 : 3    | Золтан Кенешеји · Золтан Јагодич · Габор Неудл · Михаљ Нађ |